# Ryo Nishikido
Ryo Nishikido (錦戸亮 Cẩm Hộ Lương, sinh ngày 3 tháng 11 năm 1984) là ca sĩ, diễn viên, nhạc sĩ người Nhật Bản. Anh là thành viên của ban nhạc nam Nhật Bản Kanjani Eight và cũng là thành viên của nhóm idol nam NEWS hiện anh đã rời khỏi NEWS nhưng vẫn tiếp tục hoạt động ở Kanjani Eightcả hai nhóm đều dưới sự quản lý của tập đoàn giải trí Johnny & Associates.

## Tiểu sử
Nishikido Ryo sinh ra tại Hyogo vào ngày 3 tháng 11 năm 1984 và lớn lên ở Osaka.

## Phim truyền hình
- Samurai Sensei (TV Asahi, 2015)
- Gomen ne Seishun! (TBS, 2014)
- Yorozu Uranaidokoro Onmyoya e Yokoso (Fuji TV, 2013)
- Papadol! (TBS, 2012)
- Zenkai Girl (Fuji TV, 2011)
- Inu o Kau to Iu Koto (TV Asahi, 2011)
- Bartender (TV Asahi, 2011, ep8)
- JOKER Yurusarezaru Sosakan (Fuji TV, 2010)
- Niini no Koto wo Wasurenaide (NTV, 2009)
- Orthros no Inu (TBS, 2009)
- Ryusei no Kizuna (TBS, 2008)
- Last Friends (Fuji TV, 2008)
- Attention Please SP (Fuji TV, 2008)
- Isshun no Kaze ni Nare (Fuji TV, 2008)
- 1 Litre no Namida SP (Fuji TV, 2007)
- Attention Please SP (Fuji TV, 2007)
- Kemarishi (KTV, 2006)
- Dive to the Future (KTV, 2006)
- Attention Please (Fuji TV, 2006)
- 1 Litre no Namida (Fuji TV, 2005)
- Ganbatte Ikimasshoi (2005)
- Teruteru Kazoku (2004)
- Card Queen (NHK, 2003)
- Zenigetchu!! (ゼニゲッチュー!!) (NTV, 2001)
- Shichinin no Samurai J ke no Hanran (七人のサムライ J家の反乱) (TV Asahi, 1999)
- Binbo Doshin Goyocho (びんぼう同心御用帳) (TV Asahi, 1998)

## Phim điện ảnh
- Hitsuji no Ki (2018)
- Eight Ranger 2 (2014)
- Dakishimetai (2014)
- Kencho Omotenashi Ka (2013)
- Eight Ranger (2012)
- Chonmage Purin (2010)

## TV Shows (với Kanjani8)
- Can!Jani (TV Asahi, 2008.10.04 – nay)
- Jani-Ben (Kansai TV, 2007.05.02 – nay)
- Mucha Buri (TV Tokyo, 2007.04.03 – 2008.03.25)
- Oishinsuke (TV Asahi, 2007.04.23 – 2007.09.10)
- Honjani (Kansai TV & Fuji TV, 2003.06.10 – 2007.04.25)
- Suka J (TV Tokyo, 2005.10.04 – 2007.03.27)
- Mugendai no Gimon (TV Tokyo, 2005.04.05 – 2005.09.27)
- Urajani (TV Tokyo, 2004.04.06 – 2005.03.29)
- J³Kansai (Kansai TV, 2002.10.02 – 2003.03.26)

## Giải thưởng
- 15th Nikkan Sports Drama Grand Prix (Jul-Sep 2011): Best Supporting Actor (diễn viên phụ xuất sắc nhất) - Zenkai Girl
- 13th Nikkan Sports Drama Grand Prix (Summer 2009): Best Supporting Actor (diễn viên phụ xuất sắc nhất) - Orthros no Inu
- 12th Nikkan Sports Drama Grand Prix (Annual): Best Supporting Actor (diễn viên phụ xuất sắc nhất) - Last Friends
- 12th Nikkan Sports Drama Grand Prix (Fall 2008): Best Supporting Actor (diễn viên phụ xuất sắc nhất) - Ryusei no Kizuna
- 57th Television Drama Academy Awards: Best Supporting Actor (diễn viên phụ xuất sắc nhất) - Last Friends
- 12th Nikkan Sports Drama Grand Prix (Spring 2008): Best Supporting Actor (diễn viên phụ xuất sắc nhất) - Last Friends
- 7th Nikkan Sports Drama Grand Prix (2003-04): Best Newcomer (ngôi sao mới) - Teruteru Kazoku